# Estació de Florida
Florida és una estació de la L1 del Metro de Barcelona situada sota l'avinguda de Catalunya al barri de La Florida de l'Hospitalet de Llobregat i es va inaugurar el 1987.
| Metro de Barcelona     |           |       |          |                        |
| Procedència/Destinació | <         | Línia | >        | Procedència/Destinació |
| Hospital de Bellvitge  | Can Serra |       | Torrassa | Fondo                  |

## Accessos
- Avinguda de Catalunya